# Das Kloster bei Sendomir
Das Kloster bei Sendomir ist eine Rahmennovelle von Franz Grillparzer. Sie erschien erstmals im Jahr 1828. Die 1827/28 verfasste und auf einer gemäß der Angabe im Untertitel wahren Begebenheit beruhende Erzählung geriet kurz nach ihrer Erscheinung völlig in Vergessenheit und gelangte erst gegen Anfang des 20. Jahrhunderts in den Kanon der deutschen Erzählungen.

## Inhalt
Die Geschichte beginnt damit, dass zwei deutsche Ritter – als Boten unterwegs „an den Hof des kriegerischen Johann Sobiesky“ – im Kloster von Sendomir Unterkunft finden, um die Nacht zu verbringen. Dort fragen sie einen Mönch nach dem Baujahr und erfahren, dass es erst seit dreißig Jahren steht. Als sie nach dem Gründer des Klosters fragen, wird ihnen eine interessante Geschichte erzählt. 
Diese beginnt damit, dass Graf Starschensky bei einem Besuch in Warschau Elga, eine junge, schöne Frau, kennenlernt, die ihn um Hilfe für ihren alten, kranken Vater bittet. Beide sind verarmte Adelige. Elgas Brüder sind wegen eines Vergehens gegen den Staat verbannt. Starschensky hilft der Familie, wieder einen besseren Lebensstandard zu erreichen und heiratet die junge Frau. Doch ihre Brüder nutzen den Grafen nur aus. Daraufhin verlassen die beiden die Familie und ziehen auf sein Landgut. Alles scheint so besser zu sein. Sein Glück nimmt noch zu, als seine Frau ein Kind bekommt, das ebenso schön wie die Mutter ist. Dessen Aussehen macht ihn zwar stutzig, doch macht er sich nicht viele Gedanken darüber. Nach einigen Jahren erfährt er von seinem Verwalter, dass manchmal in der Nacht ein heimlicher Gast sein Schloss besuche. Der Graf geht der Sache nach und entdeckt, dass ihn seine Frau seit Jahren mit ihrem Jugendfreund und entfernten Verwandten Oginsky betrügt, der sie nur gehen ließ, damit sie ein schöneres und vor allem finanziell gesichertes Leben haben könne. Nun ist er sicher, nicht der Vater des Kindes zu sein. Der Graf stellt seine Frau zur Rede. Er will ihr als Prüfung auferlegen, das durch Untreue entstandene Kind zu töten; dann würde er sie verschonen. Seine Frau ist bereit, dies zu tun, aber der Graf ist enttäuscht und wütend zugleich und tötet sie. Das Kind bringt er zu Köhlern, die es aufziehen sollen. Er selbst verkauft sein ganzes Gut und stiftet in der Nähe seines Schlosses ein Kloster, wohin er sich als Mönch zurückzieht und ein schlichtes Leben führt. 
Als der Mönch die Ritter für eine Bußmesse verlässt, ist klar, dass er selbst Graf Starschensky und somit der Gründer des Klosters ist.

## Hauptmanns Version
Gerhart Hauptmann dramatisierte die Novelle 1896 und betitelte sie schlicht Elga.  Er schrieb die Geschichte in einen Einakter um. Die eigentliche Erzählung ist hier ein Alptraum des Ritters im Kloster. Der Ritter lädt den Mönch Starschensky ein, um zusammen Wein zu trinken, und zeigt ihm Bilder von seiner Familie. 
Die nun folgenden Szenen sind Traumszenen, in denen Starschensky bereits mit Elga verheiratet ist und ein Kind namens Klein Elga hat. Starschensky findet ein Bild von Oginsky, dem heimlichen Geliebten Elgas, in deren Schmuckkasten und sieht die Ähnlichkeit zwischen Oginsky und Klein Elga. Seine Frau leugnet aber die Beziehung zu ihm. Der Graf schafft Oginsky von Warschau heran. Es kommt zum Gespräch zwischen dem Grafen, Elga und Oginsky. Für Starschensky ist es bewiesen, dass Oginsky der Vater Klein Elgas ist, daher lässt er ihn vom Hausverwalter in den Turm sperren und dort umbringen. Schließlich zieht er auch Elga ins Turmzimmer.

## Verfilmungen
- D 1912: Das Kloster von Sendomir (Regie: Friedrich Fehér)
- D 1919: Das Kloster von Sendomir (Regie: Rudolf Meinert)
- S 1920: Das Geheimnis des Klosters (Klostret i Sendomir) (Regie: Victor Sjöström)